# Томпсон, Мариэль
Мариэль Томпсон (англ. Marielle Thompson; род. 15 июня 1992, Норт-Ванкувер, Британская Колумбия) — канадская фристайлистка, выступающая в ски-кроссе. Олимпийская чемпионка 2014 года, чемпионка мира 2019 года, трёхкратная обладательница Кубка мира в зачёте ски-кросса (2011/12, 2013/14, 2016/17).
Старшая сестра канадского горнолыжника Бродерика Томпсона (род. 1994), участника Олимпийских игр 2018 и 2022 годов.
Дебютировала на этапах Кубка мира в декабре 2010 года, впервые поднялась на подиум спустя год, в декабре 2011 года на этапе в Сан-Кандидо (Италия), заняв третье место; первый для себя сезон в розыгрыше кубка завершила на итоговом 16-м месте. Сезон 2011—2012 в розыгрыше кубка с 590 очками она завершила уже на первом месте выиграв по ходу сезона 3 этапа и ещё трижды оказываясь на подиуме. Сезон 2012/13 Мариэль завершила на итоговом 6-м месте, лишь дважды поднявшись на подиум. В розыгрыше кубка 2013/14 года, второй раз в карьере, она становиться первой с 755 очками и тремя победами и тремя подиумами по ходу сезона. Всего за карьеру выиграла 25 этапов Кубка мира в ски-кроссе. Между первой и последней победой Томпсон в Кубке мира прошло 9 лет и 10 месяцев.
На чемпионате мира по фристайлу дебютирует в 2011 году, и занимает итоговое 15-е место, но уже на следующем турнире, 2013 года, становится серебряным призёром чемпионата мира.
В 2014 году на Олимпийских играх в Сочи выигрывает золотую награду.

## Результаты на крупнейших соревнованиях

### Зимние Олимпийские игры
| Олимпийские игры | Ски-кросс |
| ---------------- | --------- |
| 2014 Coчи        | 1         |
| 2018 Пхёнчхан    | 17        |
| 2022 Пекин       | 2         |

### Чемпионаты мира
| Чемпионат мира     | Ски-кросс | Командный ски-кросс |
| ------------------ | --------- | ------------------- |
| 2011 Дир-Вэлли     | 15        | н/д                 |
| 2013 Восс          | 2         | н/д                 |
| 2015 Крайшберг     | 8         | н/д                 |
| 2017 Сьерра-Невада | 5         | н/д                 |
| 2019 Парк-Сити     | 1         | н/д                 |
| 2021 Идре Фьелль   | 11        | н/д                 |
| 2023 Бакуриани     | 4         | 2                   |